# Південноафриканські мангри
Південноафриканські мангри (ідентифікатор WWF: AT1405) — афротропічний екорегіон мангрових лісів, розташований на узбережжі Індійського океану в Південній Африці.

## Географія
Південноафриканські мангри є найпівденнішим мангровим екорегіоном у світі та єдиним мангровим регіоном Африки, розташованим в субтропіках. Мангрові ліси цього екорегіону зустрічаються в лагунах та гирлах річок на східному узбережжі Південно-Африканської Республіки, на території Східнокапської провінції та провінції Квазулу-Наталь, а також на крайньому півдні Мозамбіку. У багатьох випадках вони захищені від океану піщаними косами та мілинами. Найбільші ділянки мангрових лісів зустрічаються в гирлі річки Мхлатузе (652,1 га), на озері Сент-Люсія (571 га), в затоці Ричардс-Бей (267 га), в гирлах річок Мнгазана (118 га) і Млалазі (60,7 га) та на берегах озер Косі-Бей (60,7 га). Найпівденніші мангрові зарості Африки ростуть в гирлі річки Нахун, що лежить на 32°56′ південної широти.

## Клімат
На більшій частині екорегіону переважає вологий субтропічний клімат (Cfa за класифікацією кліматів Кеппена), а на півночі — саванний клімат (Aw за класифікацією Кеппена). Середня максимальна температура в регіоні коливається від 18 °C до 24 °C, а середня мінімальна температура — від 12 °C до 18 °C. Середньорічна кількість опадів коливається від 800 до понад 1200 мм. Уздовж східного узбережжя Південної Африки проходить тепла течія мису Голкового, завдяки якій мангрові зарості на східному узбережжі Африки простягаються на 20° далі на південь, ніж на західному узбережжі.

## Флора
В екорегіоні зустрічаються шість видів мангрових дерев: білі мангри (Avicennia marina), східні мангри (Bruguiera gymnorhiza), шпорові мангри (Ceriops tagal), білоцвіті чорні мангри (Lumnitzera racemosa), азійські мангри (Rhizophora mucronata) та гранатові мангри (Xylocarpus granatum). На мулистих рівнинах та мілководдях ростуть різні види рдесника (Potamogeton spp.), рупії (Ruppia spp.) та камки (Zostera). Серед рідкісних та ендемічних рослин, що зустрічаються у мангрових заростях, слід відзначити північний цминник (Helichrysopsis septentrionalis), вольфієллу Вельвіча (Wolffiella welwitschii), серполистий таласодендрон (Thalassodendron ciliatum) та іньямбанеллу Енрікеша (Inhambanella henriquesii), а також представників родів Brachychloa і Ephippiocarpa.
Видове різноманіття мангрових заростей збільшується з півдня на північ. В гирлі Нахуну зустрічаються лише білі мангри (Avicennia marina) у поєднанні з кількома іншими видами рослин, характерних для солоних боліт. В гирлі Мбаше починають зустрічатися східні мангри (Bruguiera gymnorhiza), а в гирлі Мнгазани — азійські мангри (Rhizophora mucronata). В заростях, що ростуть на берегах озер Косі-Бей на кордоні Мозамбіку та ПАР (27° пд.ш.), присутні всі шість видів мангрових дерев.

## Фауна
Магрові зарості Південної Африки є важливим середовищем проживання для багатьох видів морських тварин, зокрема для раків-скрипалів (Uca), грязьових крабів (Scylla serrata), мулистих стрибунів (Oxudercinae) та різноманітних морських молюсків. Деякі види риб використовують мангри як місця для розмноження і нересту.
Серед птахів, що зустрічаються в манграх регіону, слід відзначити малого фламінго (Phoeniconaias minor), рожевого пелікана (Pelecanus onocrotalus), африканського пелікана (Pelecanus rufescens), сіроголового мартина (Chroicocephalus cirrocephalus), капську широконіску (Spatula smithii), жовтодзьобого крижня (Anas undulata), синьоногого чоботаря (Recurvirostra avosetta), сенегальського ябіру (Ephippiorhynchus senegalensis), африканського лелеку-тантала (Mycteria ibis), каспійського крячка (Hydroprogne caspia) та майже ендемічного мангрового альціона (Halcyon senegaloides). 
Деякі ссавці також є мешканцями мангрових лісів. По деревах пересуваються верветки (Chlorocebus pygerythrus), товстохвості галаго (Otolemur crassicaudatus) та руді кущові білки (Paraxerus palliatus), а на окраїнах мангрів та на прилеглих заболочених луках пасуться деякі види антилоп, зокрема великі редунки (Redunca arundinum). Серед хижих ссавців, що зустрічаються в регіоні, слід відзначити африканську цивету (Civettictis civetta), болотяну мангусту (Atilax paludinosus), капську видру (Aonyx capensis) та плямистошию видру (Hydrictis maculicollis).
На пляжах, прилеглих до мангрових заростей, відкладають яйця довгоголові морські черепахи (Caretta caretta) та шкірясті черепахи (Dermochelys coriacea). Серед інших плазунів, що зустрічаються в регіоні, слід відзначити носату жаб'ячу гадюку (Causus defilippii) та жовточереву морську змію (Hydrophis platurus).

## Збереження
Оцінка 2017 року показала, що 229 км², або 24 % екорегіону, є заповідними територіями. Природоохоронні території включають Парк водно-болотних угідь іСімангалісо та Природний мангровий заповідник Бічвуд.